# Sezon snookerowy 2018/2019
Sezon snookerowy 2018/2019 – seria turniejów snookerowych rozgrywanych między 10 maja 2018 a 6 maja 2019 roku.

## Gracze
W sezonie 2018/2019 zagra 129 profesjonalnych zawodników. 64 zawodników z rankingu zarobkowego na koniec poprzedniego sezonu. Kolejne 32 miejsca zostanie obsadzonych z automatu graczami, którzy w zeszłym roku otrzymali kartę gry na dwa lata. Osiem kolejnych miejsc uzupełnią najlepsi gracze z rankingu obejmującego tylko jeden sezon, którzy nie zakwalifikowali się do gry z innej listy. Kolejne dwa miejsca zostaną obsadzone zawodnikami z EBSA Qualifying Tour Play-Offs, i kolejne dwanaście miejsc dla najlepszych zawodników z Q School. Reszta miejsc dla zawodników z turniejów amatorskich i nominowanych dziką kartą.
|  | Międzynarodowe mistrzostwa: 1. Mistrzostwa Świata w snookerze WSF zwycięzca: Luo Honghao 2. Mistrzostwa Świata w snookerze WSF finalista: Adam Stefanów 3. Mistrzostwa Świata w snookerze IBSF do lat 21 zwycięzca: Fan Zhengyi 4. Mistrzostwa Europy w snookerze EBSA zwycięzca: Harvey Chandler 5. Mistrzostwa Europy w snookerze EBSA do lat 21 zwycięzca Simon Lichtenberg 6. Mistrzostwa Afryki w snookerze ABSC zwycięzca: Mohammed Ibrahim CBSA China Tour: 1. Zhang Jiankang 2. Chen Feilong Ranking jednoroczny 1. Elliot Slessor 2. Tian Pengfei 3. John Astley 4. Oliver Lines 5. Lee Walker 6. Mei Xiwen 7. Alfred Burden 8. Zhang Anda | EBSA Qualifying Tour Play-Offs 1. Jamie Clarke 2. Joe O’Connor Q School 1. Jak Jones 2. Sam Baird 3. Hammad Miah 4. Sam Craigie 5. Jordan Brown 6. Craig Steadman 7. Lu Ning 8. Zhao Xintong 9. Thor Chuan Leong 10. Kishan Hirani 11. Andy Lee 12. Ashley Carty Specjalne nominacje: 1. James Wattana |

## Kalendarz
Kalendarz najistotniejszych (w szczególności rankingowych) turniejów snookerowych w sezonie 2018/2019.

| Daty  | Daty  | Gospodarz         | Nazwa turnieju             | Miejsce                             | Miasto     | Zwycięzca          | Drugie miejsce    | Wynik |
| ----- | ----- | ----------------- | -------------------------- | ----------------------------------- | ---------- | ------------------ | ----------------- | ----- |
| 10.05 | 13.05 | Austria           | Vienna Snooker Open        | 15 Reds Köö Wien Snooker Club       | Wiedeń     | Michael Georgiou   | Ross Muir         | 5-4   |
| 27.07 | 29.07 | Łotwa             | Riga Masters               | Arēna Rīga                          | Ryga       | Neil Robertson     | Jack Lisowski     | 5-2   |
| 28.07 | 31.07 | Anglia            | Pink Ribbon                | The Capital Venue                   | Gloucester | Andrew Norman      | Harvey Chandler   | 4-2   |
| 06.08 | 12.08 | Chiny             | World Open                 | Number One Middle School            | Yushan     | Mark Williams      | David Gilbert     | 10-9  |
| 22.08 | 26.08 | Niemcy            | Paul Hunter Classic        | Stadthalle                          | Fürth      | Kyren Wilson       | Peter Ebdon       | 4-2   |
| 03.09 | 08.09 | Tajlandia         | Six-red World Championship | Convention Centre                   | Bangkok    | Kyren Wilson       | Ding Junhui       | 8-4   |
| 10.09 | 16.09 | Chiny             | Shanghai Masters           | Regal International East Asia Hotel | Szanghaj   | Ronnie O’Sullivan  | Barry Hawkins     | 11-9  |
| 24.09 | 30.09 | Chiny             | China Championship         | Tianhe Sports Centre                | Kanton     | Mark Selby         | John Higgins      | 10-9  |
| 01.10 | 07.10 | Belgia            | European Masters           | De Soeverein                        | Lommel     | Jimmy Robertson    | Joe Perry         | 9-6   |
| 15.10 | 21.10 | Anglia            | English Open               | K2                                  | Crawley    | Stuart Bingham     | Mark Davis        | 9-7   |
| 28.10 | 04.11 | Chiny             | International Championship | Baihu Media Broadcasting Centre     | Daqing     | Mark Allen         | Neil Robertson    | 10-5  |
| 05.11 | 11.11 | Anglia            | Champion of Champions      | Ricoh Arena                         | Coventry   | Ronnie O’Sullivan  | Kyren Wilson      | 10-9  |
| 12.11 | 18.11 | Irlandia Północna | Northern Ireland Open      | Waterfront Hall                     | Belfast    | Judd Trump         | Ronnie O’Sullivan | 9-7   |
| 27.11 | 09.12 | Anglia            | UK Championship            | Barbican Centre                     | York       | Ronnie O’Sullivan  | Mark Allen        | 10-6  |
| 10.12 | 16.12 | Szkocja           | Scottish Open              | Emirates Arena                      | Glasgow    | Mark Allen         | Shaun Murphy      | 9-7   |
| 13.01 | 20.01 | Anglia            | Masters                    | Alexandra Palace                    | Londyn     | Judd Trump         | Ronnie O’Sullivan | 10-4  |
| 30.01 | 03.02 | Niemcy            | German Masters             | Tempodrom                           | Berlin     | Kyren Wilson       | David Gilbert     | 9-7   |
| 04.02 | 10.02 | Anglia            | World Grand Prix           | The Centaur                         | Cheltenham | Judd Trump         | Allister Carter   | 10-6  |
| 11.02 | 17.02 | Walia             | Welsh Open                 | Motorpoint Arena                    | Cardiff    | Neil Robertson     | Stuart Bingham    | 9-7   |
| 21.02 | 24.02 | Anglia            | Shoot Out                  | Watrford Colosseum                  | Watford    | Thepchaiya Un-Nooh | Michael Holt      | 1-0   |
| 27.02 | 03.03 | Indie             | Indian Open                |                                     | Koczin     | Matthew Selt       | Lü Haotian        | 5-3   |
| 04.03 | 10.03 | Anglia            | Players Championship       | Guild Hall                          | Preston    | Ronnie O’Sullivan  | Neil Robertson    | 10-4  |
| 01.01 | 14.03 | Anglia            | Championship League        | Ricoh Arena                         | Coventry   | Martin Gould       | Jack Lisowski     | 3-1   |
| 13.03 | 17.03 | Gibraltar         | Gibraltar Open             | Tercentenary Sports Hall            | Gibraltar  | Stuart Bingham     | Ryan Day          | 4-1   |
| 19.03 | 24.03 | Walia             | Tour Championship          | Venue Cymru                         | Llandudno  | Ronnie O’Sullivan  | Neil Robertson    | 13-11 |
| 01.04 | 07.04 | Chiny             | China Open                 | Olympic Sports Center Gymnasium     | Pekin      | Neil Robertson     | Jack Lisowski     | 11-4  |
| 20.04 | 06.05 | Anglia            | Mistrzostwa Świata         | Crucible Theatre                    | Sheffield  | Judd Trump         | John Higgins      | 18-9  |

| Turnieje rankingowe                        |
| Inne turnieje, nierankingowe               |
| Turnieje profesjonalno-amatorskie (Pro-am) |
| Inne ważne turnieje nierankingowe          |

## Przyznawane nagrody pieniężne w turniejach
| Nazwa turnieju             | O 148 | O 128 | O 96 | O 80    | O 64   | O 48    | O 32    | O 16    | Ćwierćfinał | Półfinał | Finalista | Zwycięzca |
| -------------------------- | ----- | ----- | ---- | ------- | ------ | ------- | ------- | ------- | ----------- | -------- | --------- | --------- |
| Riga Masters               | –     | £0    | -    | –       | £1 500 | -       | £3 000  | £4 000  | £6 000      | £15 000  | £25 000   | £50 000   |
| World Open                 | –     | £0    | -    | –       | £4 000 | -       | £8 000  | £13 000 | £20 000     | £32 500  | £75 000   | £150 000  |
| Paul Hunter Classic        | –     | £0    | -    | –       | £600   | -       | £1 000  | £1 725  | £3 000      | £4 500   | £10 000   | £20 000   |
| China Championship         | –     | £0    | -    | –       | £4 000 | -       | £7 500  | £13 000 | £20 000     | £32 000  | £75 000   | £150 000  |
| European Masters           | –     | £0    | -    | –       | £3 000 | -       | £4 000  | £6 000  | £11 000     | £17 500  | £35 000   | £75 000   |
| English Open               | –     | £0    | -    | –       | £2 500 | -       | £3 500  | £6 000  | £10 000     | £20 000  | £30 000   | £70 000   |
| International Championship | –     | £0    | -    | –       | £4 000 | -       | £8 500  | £13 500 | £21 500     | £32 000  | £75 000   | £175 000  |
| Northern Ireland Open      | –     | £0    | -    | –       | £2 500 | -       | £3 500  | £6 000  | £10 000     | £20 000  | £30 000   | £70 000   |
| UK Championship            | –     | £0    | –    | –       | £5 000 | –       | £10 000 | £15 000 | £22 500     | £35 000  | £75 000   | £170 000  |
| Scottish Open              | –     | £0    | -    | –       | £2 500 | -       | £3 500  | £6 000  | £10 000     | £20 000  | £30 000   | £70 000   |
| German Masters             | –     | £0    | –    | -       | £3 000 | -       | £4 000  | £5 000  | £10 000     | £20 000  | £35 000   | £80 000   |
| World Grand Prix           | –     | -     | –    | -       | -      | -       | £5 000  | £7 500  | £12 500     | £20 000  | £40 000   | £100 000  |
| Welsh Open                 | –     | £0    | -    | –       | £2 500 | -       | £3 500  | £6 000  | £10 000     | £20 000  | £30 000   | £70 000   |
| Shoot-Out                  | –     | £0    | -    | –       | £500   | -       | £1 000  | £2 000  | £4 000      | £8 000   | £16 000   | £32 000   |
| Indian Open                | –     | £0    | -    | –       | £2 000 | -       | £4 000  | £6 000  | £10 000     | £15 000  | £25 000   | £50 000   |
| Players Championship       | –     | -     | –    | -       | -      | -       | -       | £10 000 | £15 000     | £30 000  | £50 000   | £125 000  |
| Gibraltar Open             | –     | £0    | -    | –       | £1 500 | -       | £2 500  | £3 000  | £4 000      | £6 000   | £12 000   | £25 000   |
| Tour Championship          | –     | -     | –    | -       | -      | -       | -       | -       | £20 000     | £40 000  | £60 000   | £150 000  |
| China Open                 | –     | £0    | –    | -       | £5 000 | -       | £11 000 | £18 000 | £27 000     | £45 000  | £90 000   | £225 000  |
| Mistrzostwa Świata         | £0    | –     | –    | £10 000 | –      | £15 000 | £20 000 | £30 000 | £50 000     | £100 000 | £200 000  | £500 000  |